# NGC 1230
NGC 1230 este o galaxie lenticulară situată în constelația Eridanul. A fost descoperită în 1886 de către Francis Leavenworth. Se află la o distanță de 138,04 de megaparseci de Pământ.